# Carnets rouges
Pour les articles homonymes, voir Carnet.
Carnets rouges, revue du réseau école du Parti communiste français, traite des questions relatives à l'enseignement, l'éducation et la formation. Elle succède à L'École et la Nation, disparue en 1999.
La publication est quadrimestrielle. En plus des publications papier, la lecture est également possible en ligne, gratuitement, sur le site internet de la revue.
Fondée en 2014, elle a pour directeur de publication Erwan Lehoux, lequel a succédé en 2021 à Marine Roussillon.
Christine Passerieux est rédactrice en chef de la revue depuis sa création.
Plusieurs chercheurs et chercheuses en sciences de l'éducation, tels que Élisabeth Bautier et Patrick Rayou, sont membres du comité de rédaction, de même que des syndicalistes, tels que Paul Devin.
Les contributeurs et contributrices de la revue sont principalement des chercheurs et chercheuses, mais aussi des militantes et militants politiques, syndicaux et associatifs du monde de l'éducation, communistes ou non. On peut notamment citer Gérard Aschieri, Laurence de Cock, Christian Laval, Jean-Yves Rochex ou encore Lucien Sève, qui ont contribué dans plusieurs numéros de la revue.
Dans chaque numéro, la revue propose un dossier thématique composé d'articles d'environ 12 000 signes, contribuant ainsi à éclairer et à orienter le débat politique en matière d'éducation à la lumière des discussions et controverses scientifiques. Ce dossier est complété par un grand entretien, des propositions de lecture en rapport avec les questions éducatives et des propositions de lecture jeunesse.
La revue a un écho au-delà des cercles communistes. Certains numéros ont ainsi été largement relayés, y compris dans la presse spécialisée dans le domaine de l'éducation,.
La revue accorde une place importante à la question de l'égalité. À ce titre, elle a contribué à lancer l'appel pour des États généraux de l'éducation publié le 22 janvier 2021 dans l'Humanité.